# Glomeris connexa
Glomeris connexa – gatunek dwuparca z rzędu skulic i rodziny skulicowatych. Ma ciało szerokie, z wierzchu wypukłe, o gładkiej powierzchni, pokryte charakterystycznym deseniem. Podobnie jak inne skulicowate zaniepokojona zwija się w kulkę. W Polsce jest pospolitym, czasem bardzo licznym dwuparcem. Występuje w wilgotnych lasach.

## Opis
Glomeris connexa ma ciało szerokie, z wierzchu wypukłe, o gładkiej powierzchni, barwy brunatnej z 4 rzędami jasnożółtych plam. Znanych jest wiele odmian różniących się ubarwieniem. Osiąga długość 5–17 mm i szerokość 3–8 mm.
Zaniepokojona zwija się w kulkę. Odsłaniają się też wtedy otwory gruczołów obronnych.
U dorosłych za głową można wyróżnić 13 segmentów z 12 tergitami (płytkami grzbietowymi). Samiec posiada 19, samica 17 par odnóży.
Na głowie znajdują się oczy proste (ocelli), krótkie czułki i narządy Tömösvary’ego.
Gatunek ten identyfikuje się na podstawie układu plam i bruzd na płytkach grzbietowych. Przednie pole środkowych płytek grzbietowych jest szerokie i ma skróconą bruzdę. Plamy na grzbiecie są ułożone w rzędy, po dwa z każdej strony. Na tarczy grzbietowej 2 bruzdy długie i 4–5 skróconych. Jasne obrzeżenie płytek grzbietowych jest wąskie.
Glomeris connexa jest roślinożerna. Wychodzi z kryjówek po deszczu.

## Siedlisko
Gatunek leśny, zasiedla różne typy lasów – liściaste, mieszane i iglaste, zarośla przydrożne. Jest typowym gatunkiem lasów wilgotnych – występuje w olsach.
Zamieszkuje miejsca zacienione i wilgotne, spotykany w ściółce leśnej, wśród leżących kawałków drewna, pod kamieniami. Występuje w skupiskach.

## Występowanie
Swoim zasięgiem obejmuje środkową część Europy. Wykazany z Francji, Włoch, Szwajcarii, Austrii, Niemiec, Czech, Polski, Ukrainy i środkowoeuropejskiej części Rosji.
Występuje prawie w całej Polsce, jest pospolitym, czasem najliczniejszym dwuparcem. W Bieszczadach dochodzi do 1200 m n.p.m..